# Tropikbusktörnskata
Tropikbusktörnskata (Laniarius major) är en fågel i familjen busktörnskator inom ordningen tättingar.

## Utseende och läte
Tropikbusktörnskata är en kraftig svartvit busktörnskata. På buken syns en ljust kanelbrun anstrykning och tvärs över vingovansidan ett vitt band. Arten har ett liknande färgmönster som flera andra busktörnskator, men undersidan är ljusare än hos rostbukig busktörnskata och mörkare än träskbusktörnskata. Kenyabusktörnskatan saknar vitt i vingen. Arten är mycket ljudlig med en stor repertoar av läten. Sången består av en synkroniserad duett, med ihåliga hoanden från hanen och skränande ljud från honan.

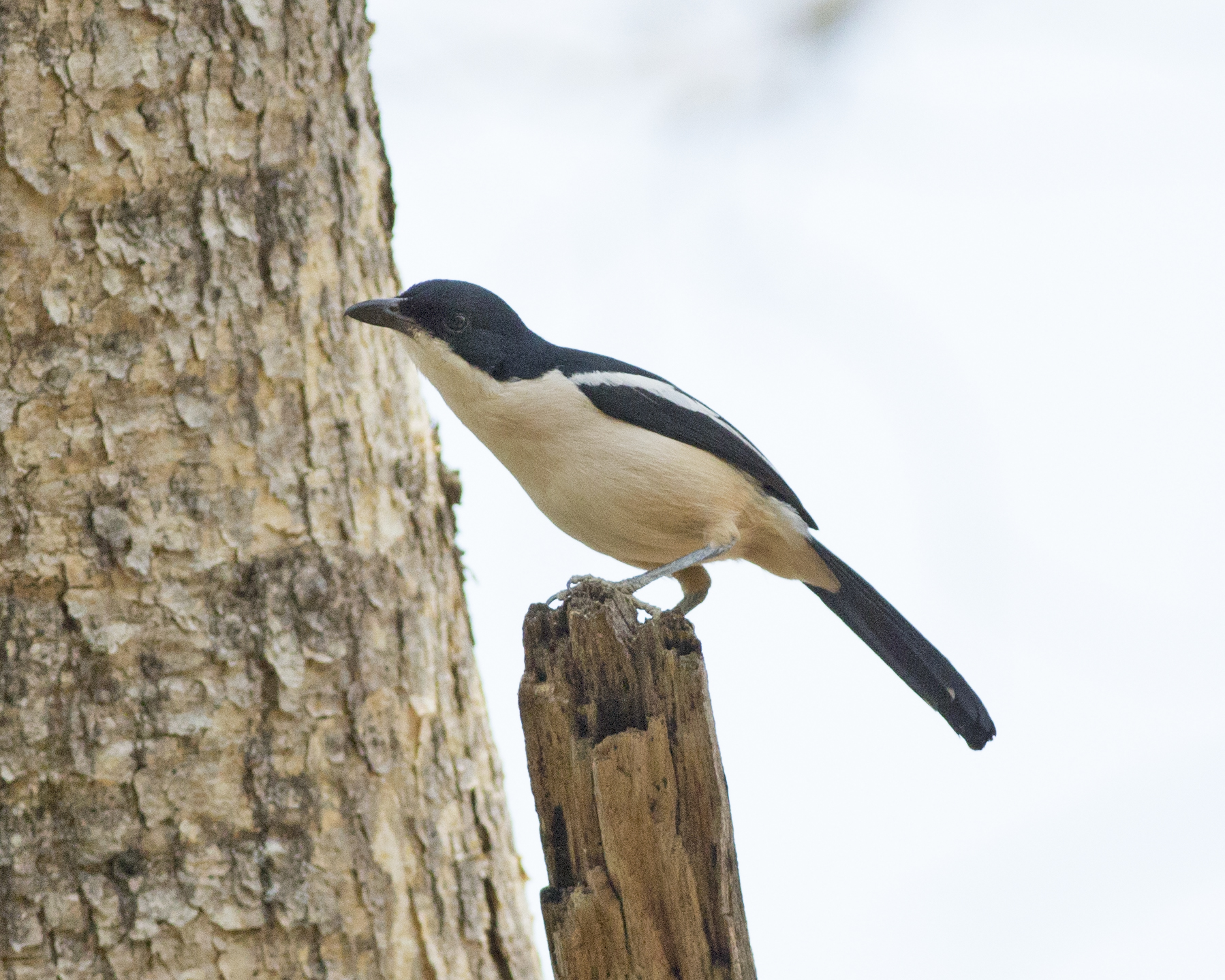

## Utbredning och systematik
Tropikbusktörnskata hittas i stora delar av Afrika söder om Sahara. Den delas in i fyra underarter med följande utbredning:
- Laniarius major major – förekommer från Sierra Leone till södra Sydsudan, Kenya, Tanzania och Malawi
- Laniarius major ambiguus – förekommer i Kenya och nordöstra Tanzania
- Laniarius major limpopoensis – förekommer i sydöstra Zimbabwe (Limpopodalen) och nordöstra Sydafrika (norra Limpopo)
- Laniarius major mossambicus – förekommer i Zambia (förutom i norr och nordväst) och Malawi till norra och östra Botswana, Zimbabwe (förutom sydöstra delen) och Moçambique

Vissa behandlar tropikbusktörnskatan som underart till L. aethiopicus.

## Levnadssätt
Tropikbusktörnskatan hittas i täta miljöer inne i skog, skogslandskap, buskmarker och trädgårdar. Fågeln är inte särskilt skygg, men tillbringar den mesta av sin tid i tät vegetation och kan därför vara svår att få syn på. 

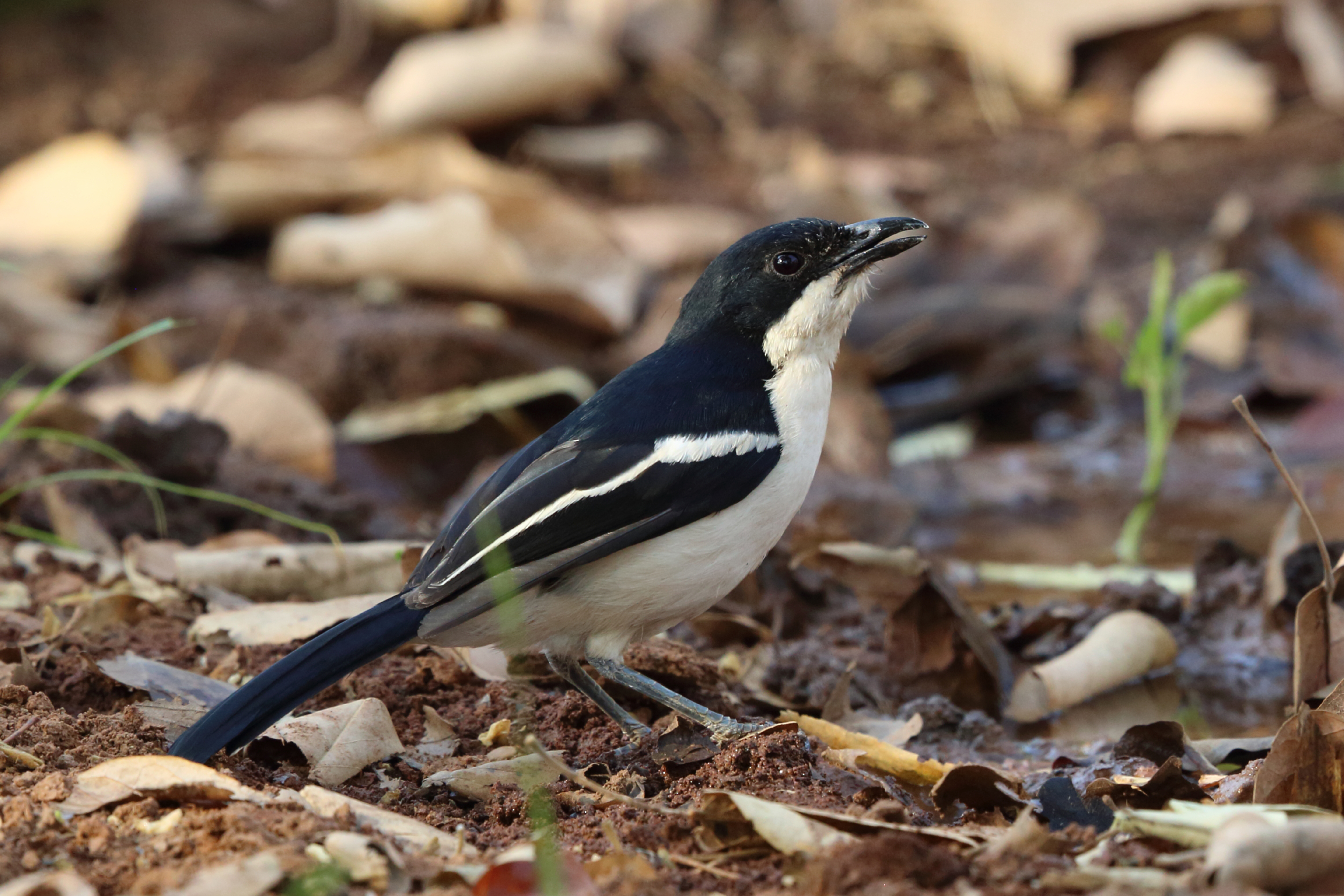

## Status
IUCN erkänner den inte som art, varför dess hotstatus inte bedömts.